# 宿預郡
宿预郡，中国古代的郡。
东晋义熙年间设置宿预郡，治宿预（宿豫）县（今江苏省宿迁市东南、黄河故道东北岸泗阳县西北郑楼乡古城），刘宋沿置。北魏太和年间夺得宿预郡，又作宿豫郡，为南徐州治。南朝梁天监八年（509年）改为东徐州治。东魏武定七年（549年）为东楚州治。南陈太建七年（575年）为安州州治。北周大象二年（580年）改为泗州治。隋文帝开皇三年（583年）废。